# Michael Stefano
Michael Stefano, pseudonimo di Michael Vito Menta (29 agosto 1969), è un attore pornografico e produttore cinematografico statunitense.

## Biografia
Prima di iniziare nel mondo della pornografia, Michael Stefano ha svolto diverse professioni nel settore della ristorazione e alberghiero. Nel 1997, mentre lavorava come barista, incontra una coppia legata alla pornografia e gira in poco tempo la sua prima scena. È apparso in oltre 900 film e secondo le sue stime ha girato oltre 3.000 scene.
Un infortunio lo ha costretto a interrompere la sua carriera di attore, ha approfittato di questa pausa per imparare il lavoro di produttore
Inizia con Extreme Associates, con il nome di Luciano. Nel 2001, ha iniziato a realizzare film per Red Light District Video. Nel 2002, ha fondato la Platinum X Pictures con Jewel De'Nyle, che sposerà in seguito, e con l'aiuto di Red Light.
All'inizio del 2010, è stato ammesso alla AVN Hall of Fame. Poco più tardi, annuncia il suo ritiro dalla pornografia. Nel 2020 è rientrato come attore nell'industria a luci rosse, girando alcune scene per Perv City.

## Riconoscimenti
AVN Awards
- 2004 - Male Performer of the Year[9]
- 2004 - Best Anal Sex Scene (video) in Multiple P.O.V. con Gisselle e Katsuni[10]
- 2006 – Best Three-Way Sex Scene per Tease Me Then Please Me 2 con Tyla Wynn e John Strong[11]
- 2009 - Best Three-Way Sex Scene  per The Jenny Hendrix Anal Experience con Jenny Hendrix e Delilah Strong[12]
- 2010 – Hall of Fame[13]
- 2011 – Best Group Sex Scene per Buttwoman vs. Slutwoman con Kristina Rose, Gracie Glam e Alexis Texas[14]
- 2022 - Best Double-Penetration Sex Scene per Angela Loves Anal 3– Scene 4 con Angela White e Jonh Strong[15]
- 2023 - Hottest Anal Creator Collab (Fan Award)[16]

XRCO Award
- 1999 - Unsung Swordsman[17]
- 1999 – Best Group Scene per Asswoman in Wonderland con Iroc, Cherry Mirage, Van Damage e Tiffany Mynx[18]
- 2023 - Hall of Fame[19]